# Shrek (série de films)
Pour les articles homonymes, voir Shrek.
 Pour plus de détails, voir Fiche technique et Distribution
Shrek est une saga cinématographique d'animation américaine inspirée du livre pour enfants Shrek ! de William Steig.

## Films
Cette saga est actuellement composée de quatre opus et de deux films dérivés (spin-off en anglais) centrés sur Le Chat potté :
- Shrek, sorti en 2001 ;
- Shrek 2, sorti en 2004 ;
- Shrek le troisième, sorti en 2007 ;
- Shrek 4 : Il était une fin, sorti en 2010 ;
- Le Chat potté, sorti en 2011 ;
- Le Chat potté 2 : La Dernière Quête, sorti en 2022 ;
- Shrek 5, prévu pour le 30 juin 2027[1].
- L'Âne, film en développement

La saga réunit plusieurs personnages de contes de fée (Pinocchio, Les Trois Petits Cochons, Capitaine Crochet, Cendrillon, Blanche-Neige, La Belle au bois dormant, miroir magique). Les acteurs principaux sont Mike Myers dans le rôle de l'ogre Shrek, Eddie Murphy dans le rôle de son meilleur ami l'Âne, Cameron Diaz dans le rôle de la Princesse Fiona et Antonio Banderas dans le rôle du Chat Potté.
La franchise se développe également avec des courts métrages et programmes spéciaux :
- La Fête Continue dans le Marais avec le Karaoké de Shrek, sorti en 2001
- Shrek 3D, sorti en 2004
- L'Idole de Fort Fort Lointain (Far Far Away Idol), sorti en 2004 (parodie d'American Idol présente sur le DVD de Shrek 2)
- Joyeux Noël Shrek ! (Shrek the Halls), sorti en 2007
- Le Noël Shrektaculaire de l'Âne (Donkey's Christmas Shrektacular), sorti en 2010
- Shrek, fais-moi peur ! (Scared Shrekless), sorti en 2010
- La buche de Shrek (Shrek's Yule Log), sorti en 2010
- The Pig Who Cried Werewolf, sorti en 2011
- Zombi Shrek (Thriller Night), sorti en 2011
- Le Chat potté : Les Trois Diablos (Puss in Boots: The Three Diablos), sorti en 2012 (inclus en bonus sur le DVD du Chat potté)
- L'épopée du Chat Potté, prisonnier d'un conte (Puss in Book: Trapped in an Epic Tale), sorti en 2017 (programme interactif Netflix)

## Fiche technique
| Équipe du tournage            | Série principale                                   | Série principale                                   | Série principale                                   | Série principale                                   | Série principale                                   | Films dérivés                                      | Films dérivés                                      |
| Équipe du tournage            | Shrek (2001)                                       | Shrek 2 (2004)                                     | Shrek le troisième (2007)                          | Shrek 4 : Il était une fin (2010)                  | Shrek 5 (2026)                                     | Le Chat potté (2011)                               | Le Chat potté 2 : La Dernière Quête (2022)         |
| ----------------------------- | -------------------------------------------------- | -------------------------------------------------- | -------------------------------------------------- | -------------------------------------------------- | -------------------------------------------------- | -------------------------------------------------- | -------------------------------------------------- |
| Titre original (si différent) |                                                    |                                                    | Shrek the Third                                    | Shrek Forever After                                | Shrek 5                                            | Puss in Boots                                      | Puss in Boots: The Last Wish                       |
| Réalisateurs                  | Andrew Adamson                                     | Andrew Adamson                                     | Chris Miller                                       | Mike Mitchell                                      | Walt Dohrn                                         | Chris Miller                                       | Joel Crawford                                      |
| Producteurs                   | Jeffrey Katzenberg                                 | David Lipman                                       | Andrew Adamson                                     | Andrew Adamson                                     |                                                    | Andrew Adamson                                     |                                                    |
| Producteurs                   | Aron Warner                                        | Aron Warner                                        | Aron Warner                                        | Aron Warner                                        | Joe M. Aguilar                                     | Mark Swift                                         |                                                    |
| Producteurs                   | John H. Williams                                   | John H. Williams                                   |                                                    | John H. Williams                                   |                                                    | Christopher Meledandri                             |                                                    |
| Producteurs                   |                                                    |                                                    | Denise Nolan Cascino                               | Teresa Cheng                                       | Chris Meledandri                                   | Latifa Ouaou                                       |                                                    |
| Producteurs                   |                                                    |                                                    | Gina Shay                                          |                                                    |                                                    |                                                    |                                                    |
| Scénaristes                   | Ted Elliott                                        | Andrew Adamson                                     | Jeffrey Price                                      | Josh Klausner                                      | Brian Lynch                                        | Paul Fisher                                        |                                                    |
| Scénaristes                   | Terry Rossio                                       | J. David Stem                                      | Peter S. Seaman                                    | Darren Lemke                                       | David H. Steinburg                                 | Tommy Swerdlow                                     |                                                    |
| Scénaristes                   | Joe Stillman                                       | Joe Stillman                                       | Chris Miller                                       |                                                    | Tom Wheeler                                        | Tom Wheeler                                        |                                                    |
| Scénaristes                   | Roger S. H. Schulman                               | David N. Weiss                                     | Aron Warner                                        |                                                    |                                                    |                                                    |                                                    |
| Compositeurs                  | Harry Gregson-Williams                             | Harry Gregson-Williams                             | Harry Gregson-Williams                             | Harry Gregson-Williams                             | Henry Jackman                                      | Heitor Pereira                                     |                                                    |
| Compositeurs                  | John Powell                                        |                                                    |                                                    |                                                    |                                                    |                                                    |                                                    |
| Monteurs                      | Sim Evans-Jones                                    | Sim Evans-Jones                                    | Joyce Arrastia                                     | David Teller                                       | Erika Dapkewicz                                    | James Ryan                                         |                                                    |
| Monteurs                      | Michael Andrews                                    |                                                    |                                                    | David Teller                                       | Erika Dapkewicz                                    | James Ryan                                         |                                                    |
| Budget                        | 60 000 000 $                                       | 150 000 000 $                                      | 160 000 000 $                                      | 165 000 000 $                                      | NC                                                 | 130 000 000 $                                      | 90 000 000 $                                       |
| Box-office                    | 484 409 218 $                                      | 919 838 758 $                                      | 798 958 162 $                                      | 752 600 867 $                                      | NC                                                 | 554 987 477 $                                      | 481 681 839 $                                      |
| Durée                         | 90 minutes                                         | 93 minutes                                         | 93 minutes                                         | 93 minutes                                         | NC                                                 | 90 minutes                                         | 102 minutes                                        |
| Dates de sortie France        | 4 juillet 2001                                     | 23 juin 2004                                       | 13 juin 2007                                       | 30 juin 2010                                       | 23 décembre 2026                                   | 30 novembre 2011                                   | 7 décembre 2022                                    |
| Genre                         | animation, cinéma, aventures, fantastique, parodie | animation, cinéma, aventures, fantastique, parodie | animation, cinéma, aventures, fantastique, parodie | animation, cinéma, aventures, fantastique, parodie | animation, cinéma, aventures, fantastique, parodie | animation, cinéma, aventures, fantastique, parodie | animation, cinéma, aventures, fantastique, parodie |
| Société de production         | DreamWorks Animation                               | DreamWorks Animation                               | DreamWorks Animation                               | DreamWorks Animation                               | DreamWorks Animation                               | DreamWorks Animation                               | DreamWorks Animation                               |
| Distributeur                  | DreamWorks SKG                                     | DreamWorks SKG                                     | DreamWorks SKG                                     | DreamWorks SKG                                     | DreamWorks SKG                                     | DreamWorks SKG                                     | DreamWorks SKG                                     |
| Pays d’origine                | États-Unis                                         | États-Unis                                         | États-Unis                                         | États-Unis                                         | États-Unis                                         | États-Unis                                         | États-Unis                                         |
| Langues                       | anglais                                            | anglais                                            | anglais                                            | anglais                                            | anglais                                            | anglais                                            | anglais                                            |

En 2023 DreamWorks annonce que Shrek 5 est en préparation

## Distribution et personnages

### Longs métrages
| Équipe du tournage                             | Longs métrages Shrek                       | Longs métrages Shrek                       | Longs métrages Shrek                       | Longs métrages Shrek                       | Longs métrages Shrek                                 | Longs métrages dérivés                               | Longs métrages dérivés                     |
| Équipe du tournage                             | Shrek (2001)                               | Shrek 2 (2004)                             | Shrek le troisième (2007)                  | Shrek 4 : Il était une fin (2010)          | Shrek 5 (2026)                                       | Le Chat potté (2011)                                 | Le Chat potté 2 : La Dernière Quête (2022) |
| ---------------------------------------------- | ------------------------------------------ | ------------------------------------------ | ------------------------------------------ | ------------------------------------------ | ---------------------------------------------------- | ---------------------------------------------------- | ------------------------------------------ |
| Shrek                                          | Mike Myers (VO) Alain Chabat (VF)          | Mike Myers (VO) Alain Chabat (VF)          | Mike Myers (VO) Alain Chabat (VF)          | Mike Myers (VO) Alain Chabat (VF)          | Mike Myers (VO) Alain Chabat (VF)                    |                                                      |                                            |
| L'Âne                                          | Eddie Murphy (VO) Med Hondo (VF)           | Eddie Murphy (VO) Med Hondo (VF)           | Eddie Murphy (VO) Med Hondo (VF)           | Eddie Murphy (VO) Med Hondo (VF)           | Eddie Murphy (VO)                                    |                                                      |                                            |
| Fiona                                          | Cameron Diaz (VO) Barbara Tissier (VF)     | Cameron Diaz (VO) Barbara Tissier (VF)     | Cameron Diaz (VO) Barbara Tissier (VF)     | Cameron Diaz (VO) Barbara Tissier (VF)     | Cameron Diaz (VO) Barbara Tissier (VF)               |                                                      |                                            |
| Pinocchio                                      | Cody Cameron (VO) Alexandre Gillet (VF)    | Cody Cameron (VO) Alexandre Gillet (VF)    | Cody Cameron (VO) Alexandre Gillet (VF)    | Cody Cameron (VO) Alexandre Gillet (VF)    |                                                      | Cody Cameron (VO) Alexandre Gillet (VF)              |                                            |
| Ti Biscuit (Gingerbread Man en VO)             | Conrad Vernon (VO) Emmanuel Garijo (VF)    | Conrad Vernon (VO) Emmanuel Garijo (VF)    | Conrad Vernon (VO) Emmanuel Garijo (VF)    | Conrad Vernon (VO) Emmanuel Garijo (VF)    |                                                      | Conrad Vernon (VO) Emmanuel Garijo (VF)              |                                            |
| Loup                                           | Aron Warner (VO) Philippe Catoire (VF)     | Aron Warner (VO) Philippe Catoire (VF)     | Aron Warner (VO) Philippe Catoire (VF)     | Aron Warner (VO) Philippe Catoire (VF)     |                                                      |                                                      |                                            |
| Les Trois Cochons                              | Cody Cameron (VO) Jean-Loup Horwitz (VF)   | Cody Cameron (VO) Jean-Loup Horwitz (VF)   | Cody Cameron (VO) Jean-Loup Horwitz (VF)   | Cody Cameron (VO) Jean-Loup Horwitz (VF)   |                                                      |                                                      |                                            |
| Dragonne/Pupuce                                | Frank Welker                               | Frank Welker                               | Frank Welker                               | Frank Welker                               |                                                      |                                                      |                                            |
| Les Souris Aveugles                            | Christopher Knights (VO) Éric Métayer (VF) | Christopher Knights (VO) Éric Métayer (VF) | Christopher Knights (VO) Éric Métayer (VF) | Christopher Knights (VO) Éric Métayer (VF) |                                                      | Christopher Knights (VO) Éric Métayer (VF)           |                                            |
| Le Chat potté                                  |                                            | Antonio Banderas (VO) Boris Rehlinger (VF) | Antonio Banderas (VO) Boris Rehlinger (VF) | Antonio Banderas (VO) Boris Rehlinger (VF) | Antonio Banderas (VO) Boris Rehlinger (VF)           | Antonio Banderas (VO) Boris Rehlinger (VF)           |                                            |
| Miroir magique                                 | Chris Miller (VO) Edgar Givry (VF)         | Chris Miller (VO) Edgar Givry (VF)         |                                            | Chris Miller (VO) Edgar Givry (VF)         |                                                      |                                                      |                                            |
| Harold                                         |                                            | John Cleese (VO) Michel Prud'homme (VF)    | John Cleese (VO) Michel Prud'homme (VF)    | John Cleese (VO) Michel Prud'homme (VF)    |                                                      |                                                      |                                            |
| Lillian                                        |                                            | Julie Andrews (VO) Tania Torrens (VF)      | Julie Andrews (VO) Tania Torrens (VF)      | Julie Andrews (VO) Tania Torrens (VF)      |                                                      |                                                      |                                            |
| Doris                                          |                                            | Larry King (VO) Jean Barney (VF)           | Larry King (VO) Jean Barney (VF)           | Larry King (VO) Jean Barney (VF)           |                                                      |                                                      |                                            |
| Prince charmant                                |                                            | Rupert Everett (VO) Lionel Tua (VF)        | Rupert Everett (VO) Lionel Tua (VF)        |                                            |                                                      |                                                      |                                            |
| Capitaine Crochet                              |                                            | Tom Waits                                  | Ian McShane Pascal Massix (VF)             |                                            |                                                      |                                                      |                                            |
| Cyclope                                        |                                            | Mark Valley (VO) Pascal Casanova (VF)      | Mark Valley (VO) Pascal Casanova (VF)      |                                            |                                                      |                                                      |                                            |
| Le Cavalier sans tête                          |                                            | Conrad Vernon                              | Conrad Vernon                              |                                            |                                                      |                                                      |                                            |
| Mabel                                          |                                            |                                            | Regis Philbin Jacques Bouanich (VF)        | Regis Philbin Jacques Bouanich (VF)        |                                                      |                                                      |                                            |
| Fergus                                         |                                            |                                            | Miles Christopher Bakshi                   | Miles Christopher Bakshi                   |                                                      |                                                      |                                            |
| Félicia                                        |                                            |                                            | Nina Zoe Bakshi                            | Nina Zoe Bakshi                            |                                                      |                                                      |                                            |
| Farkle                                         |                                            |                                            | Miles Christopher Bakshi                   | Miles Christopher Bakshi                   |                                                      |                                                      |                                            |
| Arthur Pendragon                               |                                            |                                            | Justin Timberlake Alexandre Nguyen (VF)    |                                            |                                                      |                                                      |                                            |
| Tracassin                                      |                                            |                                            | Conrad Vernon                              | Walt Dohrn William Coryn (VF)              |                                                      |                                                      |                                            |
| Lord Farquaad                                  | John Lithgow Philippe Catoire (VF)         |                                            |                                            | John Lithgow Philippe Catoire (VF)         |                                                      |                                                      |                                            |
| Geppetto                                       | Chris Miller Gérard Hernandez (VF)         |                                            |                                            | Chris Miller Edgar Givry (VF)              |                                                      | apparition silencieuse                               |                                            |
| Robin des Bois                                 | Vincent Cassel (VF et VO)                  |                                            |                                            |                                            |                                                      |                                                      |                                            |
| Marraine la bonne fée                          |                                            | Jennifer Saunders Claire Guyot (VF)        |                                            |                                            |                                                      |                                                      |                                            |
| Merlin                                         |                                            |                                            | Eric Idle                                  |                                            |                                                      |                                                      |                                            |
| Lancelot du Lac                                |                                            |                                            | John Krasinski                             |                                            |                                                      |                                                      |                                            |
| Brogosse                                       |                                            |                                            |                                            | Jon Hamm                                   |                                                      |                                                      |                                            |
| Gastro                                         |                                            |                                            |                                            | Craig Robinson                             |                                                      |                                                      |                                            |
| Grétine                                        |                                            |                                            |                                            | Jane Lynch                                 |                                                      |                                                      |                                            |
| Kitty Pattes de velours (Kitty Softpaws en VO) |                                            |                                            |                                            |                                            | Salma Hayek (VO) Virginie Efira /Diane Dassigny (VF) | Salma Hayek (VO) Virginie Efira /Diane Dassigny (VF) |                                            |
| Humpty Dumpty                                  |                                            |                                            |                                            |                                            | Zach Galifianakis(VO) Vincent Ropion (VF)            |                                                      |                                            |
| Jack                                           |                                            |                                            |                                            |                                            | Billy Bob Thornton (VO) Raphael Cohen (VF)           |                                                      |                                            |
| Jill                                           |                                            |                                            |                                            |                                            | Amy Sedaris(VO) Annabelle Roux (VF)                  |                                                      |                                            |
| Imelda                                         |                                            |                                            |                                            |                                            | Constance Marie (VO) Léonor Galindo (VF)             |                                                      |                                            |
| El Commandante de San Riccardo                 |                                            |                                            |                                            |                                            | Guillermo del Toro (VO) Thierry Hancisse (VF)        |                                                      |                                            |
| Le Loup /la mort                               |                                            |                                            |                                            |                                            |                                                      | Wagner Moura (VO) Doudou Masta (VF)                  |                                            |
| Big Jack Horner                                |                                            |                                            |                                            |                                            |                                                      | John Mulaney (VO) Guillaume Bourboulon (VF)          |                                            |
| Boucle d'or                                    |                                            |                                            |                                            |                                            |                                                      | Florence Pugh(VO) Lison Daniel(VF)                   |                                            |
| Papa Ours                                      |                                            |                                            |                                            |                                            |                                                      | Ray Winstone(VO) Sama Jackson (VF)                   |                                            |
| Maman Ours                                     |                                            |                                            |                                            |                                            |                                                      | Olivia Colman(VO) Virgina Emane (VF)                 |                                            |
| Bébé Ours                                      |                                            |                                            |                                            |                                            |                                                      | Samson Kayo (VO) Batiste Marc (VF)                   |                                            |
| Le Grillon parlant                             |                                            |                                            |                                            |                                            |                                                      | Kevin McCann (VO) Éric Legrand (VF)                  |                                            |

### Courts métrages et série TV
| Équipe du tournage  | Courts métrages Shrek                                           | Courts métrages Shrek                 | Courts métrages Shrek                   | Courts métrages Shrek                 | Courts métrages Shrek                 | Courts métrages Shrek                   | Courts métrages spin-off                   | Série d'animation                        | Série d'animation                  |
| Équipe du tournage  | La Fête Continue dans le Marais avec le Karaoké de Shrek (2001) | Shrek 3D (2004)                       | L'Idole de Fort Fort Lointain (2004)    | Joyeux Noël Shrek ! (2007)            | Shrek, fais-moi peur ! (2010)         | Le Noël Shrektaculaire de l'Âne (2010)  | Zombi Shrek (2011)                         | Le Chat potté : Les Trois Diablos (2012) | Les Aventures du Chat Potté (2015) |
| ------------------- | --------------------------------------------------------------- | ------------------------------------- | --------------------------------------- | ------------------------------------- | ------------------------------------- | --------------------------------------- | ------------------------------------------ | ---------------------------------------- | ---------------------------------- |
| Shrek               | Mike Myers Alain Chabat (VF)                                    | Mike Myers Alain Chabat (VF)          | Mike Myers Jean-Christophe Clément (VF) | Mike Myers Alain Chabat (VF)          | Mike Myers Alain Chabat (VF)          | Mike Myers Jean-Christophe Clément (VF) | Michael Gough Jean-Christophe Clément (VF) |                                          |                                    |
| L'Âne               | Eddie Murphy Med Hondo (VF)                                     | Eddie Murphy Med Hondo (VF)           | Eddie Murphy Med Hondo (VF)             | Eddie Murphy Med Hondo (VF)           | Dean Edwards Serge Faliu (VF)         | Eddie Murphy Serge Faliu (VF)           | Dean Edwards Med Hondo (VF)                |                                          |                                    |
| Fiona               | Cameron Diaz Barbara Tissier (VF)                               | Cameron Diaz Barbara Tissier (VF)     | Cameron Diaz Barbara Tissier (VF)       | Cameron Diaz Barbara Tissier (VF)     | Cameron Diaz Barbara Tissier (VF)     | Cameron Diaz Barbara Tissier (VF)       | Holly Fields Barbara Tissier (VF)          |                                          |                                    |
| Pinocchio           | Cody Cameron Alexandre Gillet (VF)                              | Cody Cameron Alexandre Gillet (VF)    | Cody Cameron Alexandre Gillet (VF)      | Cody Cameron Alexandre Gillet (VF)    | Cody Cameron Alexandre Gillet (VF)    | Cody Cameron Alexandre Gillet (VF)      | Cody Cameron Alexandre Gillet (VF)         |                                          |                                    |
| Ti Biscuit          | Conrad Vernon Emmanuel Garijo (VF)                              | Conrad Vernon Emmanuel Garijo (VF)    | Conrad Vernon Emmanuel Garijo (VF)      | Conrad Vernon Emmanuel Garijo (VF)    | Conrad Vernon Emmanuel Garijo (VF)    | Conrad Vernon Emmanuel Garijo (VF)      | Conrad Vernon Emmanuel Garijo (VF)         |                                          |                                    |
| Loup                | Aron Warner Philippe Catoire (VF)                               | caméo                                 | Aron Warner Philippe Catoire (VF)       | Aron Warner Philippe Catoire (VF)     | Aron Warner Philippe Catoire (VF)     | Aron Warner Philippe Catoire (VF)       | caméo                                      |                                          |                                    |
| Les Trois Cochons   | Cody Cameron Jean-Loup Horwitz (VF)                             | Cody Cameron Jean-Loup Horwitz (VF)   | Cody Cameron Jean-Loup Horwitz (VF)     | Cody Cameron Jean-Loup Horwitz (VF)   | Cody Cameron Jean-Loup Horwitz (VF)   | Cody Cameron Jean-Loup Horwitz (VF)     | Cody Cameron Jean-Loup Horwitz (VF)        |                                          |                                    |
| Dragonne/Pupuce     | Frank Welker                                                    | Frank Welker                          | Frank Welker                            | Frank Welker                          |                                       |                                         |                                            |                                          |                                    |
| Les Souris Aveugles | Christopher Knights Éric Métayer (VF)                           | Christopher Knights Éric Métayer (VF) | Randy Crenshaw Éric Métayer (VF)        | Christopher Knights Éric Métayer (VF) | Christopher Knights Éric Métayer (VF) | Christopher Knights Éric Métayer (VF)   | caméo                                      |                                          |                                    |
| Le Chat potté       |                                                                 |                                       | Antonio Banderas Boris Rehlinger (VF)   | Antonio Banderas Boris Rehlinger (VF) | Antonio Banderas Boris Rehlinger (VF) | Antonio Banderas Boris Rehlinger (VF)   | André Sogliuzzo Boris Rehlinger (VF)       | Antonio Banderas Boris Rehlinger (VF)    | Eric Bauza Boris Rehlinger (VF)    |
| Miroir Magique      | Chris Miller Edgar Givry (VF)                                   | Chris Miller Edgar Givry (VF)         | Chris Miller Edgar Givry (VF)           |                                       |                                       |                                         |                                            |                                          |                                    |
| Dronkeys            |                                                                 |                                       |                                         | Frank Welker                          |                                       | Frank Welker                            |                                            |                                          |                                    |
| Prince Charmant     |                                                                 |                                       | Randy Crenshaw Lionel Tua (VF)          |                                       | Sean Bishop Lionel Tua (VF)           |                                         |                                            |                                          |                                    |
| Capitaine Crochet   |                                                                 |                                       | Matt Mahaffey Pascal Massix (VF)        |                                       |                                       |                                         | Matt Mahaffey Pascal Massix (VF)           |                                          |                                    |
| Fergus              |                                                                 |                                       |                                         | Miles Christopher Bakshi              | Miles Christopher Bakshi              | Miles Christopher Bakshi                |                                            |                                          |                                    |
| Félicia             |                                                                 |                                       |                                         | Nina Zoe Bakshi                       | Nina Zoe Bakshi                       | Nina Zoe Bakshi                         |                                            |                                          |                                    |
| Farkle              |                                                                 |                                       |                                         | Miles Christopher Bakshi              | Miles Christopher Bakshi              | Miles Christopher Bakshi                |                                            |                                          |                                    |
| Tracassin           |                                                                 |                                       |                                         |                                       |                                       | Walt Dohrn William Coryn (VF)           | Walt Dohrn William Coryn (VF)              |                                          |                                    |
| Lord Farquaad       | John Lithgow Philippe Catoire (VF)                              | John Lithgow Philippe Catoire (VF)    |                                         |                                       | caméo                                 |                                         | Sean Bishop Philippe Catoire (VF)          |                                          |                                    |
| Robin des Bois      | Vincent Cassel (VF et VO)                                       |                                       |                                         |                                       |                                       |                                         |                                            |                                          |                                    |
| Geppetto            |                                                                 |                                       |                                         |                                       | Sean Bishop                           |                                         |                                            |                                          |                                    |

## Accueil

### Critique
| Films                               | Rotten Tomatoes     | Metacritic            | Allociné             |
| Série principale                    | Série principale    | Série principale      | Série principale     |
| ----------------------------------- | ------------------- | --------------------- | -------------------- |
| Shrek                               | 88% (211 critiques) | 84⁄100 (34 critiques) | 4,3⁄5 (23 critiques) |
| Shrek 2                             | 89% (237 critiques) | 75⁄100 (40 critiques) | 4,1⁄5 (20 critiques) |
| Shrek le troisième                  | 41% (213 critiques) | 58⁄100 (35 critiques) | 3,2⁄5 (23 critiques) |
| Shrek 4 : Il était une fin          | 57% (201 critiques) | 58⁄100 (35 critiques) | 3,2⁄5 (19 critiques) |
| Série spin-off                      |                     |                       |                      |
| Le Chat potté                       | 86% (155 critiques) | 65⁄100 (24 critiques) | 3,1⁄5 (20 critiques) |
| Le Chat potté 2 : La Dernière Quête | 95% (126 critiques) | 75⁄100 (21 critiques) | 3,1⁄5 (18 critiques) |

### Box-office
| Films                               | Année                  | Recettes au box-office | Recettes au box-office | Recettes au box-office | Recettes au box-office | Entrées                | Budget                 | Réf(s)                 |                        |
| Films                               | Année                  | États-Unis/ Canada     | Entrées                | Reste du monde         | Mondial                | France                 | Budget                 | Réf(s)                 |                        |
| Série principale Shrek              | Série principale Shrek | Série principale Shrek | Série principale Shrek | Série principale Shrek | Série principale Shrek | Série principale Shrek | Série principale Shrek | Série principale Shrek | Série principale Shrek |
| ----------------------------------- | ---------------------- | ---------------------- | ---------------------- | ---------------------- | ---------------------- | ---------------------- | ---------------------- | ---------------------- | ---------------------- |
| Shrek                               | 2001                   | 267 665 011 $          | 47 966 000             | 216 744 207 $          | 487 853 320 $          | 4 181 039              | 60 millions $          | ,                      |                        |
| Shrek 2                             | 2004                   | 441 226 247 $          | 71 390 000             | 487 534 523 $          | 928 760 770 $          | 7 185 626              | 150 millions $         | ,                      |                        |
| Shrek le troisième                  | 2007                   | 322 719 944 $          | 47 232 000             | 490 647 436 $          | 813 367 380 $          | 5 549 908              | 160 millions $         | ,                      |                        |
| Shrek 4 : Il était une fin          | 2010                   | 238 736 787 $          | 30 211 000             | 513 864 080 $          | 752 600 867 $          | 4 626 169              | 165 millions $         | ,                      |                        |
| Total                               |                        | 1 270 347 989 $        | 196 799 000            | 1 708 790 246 $        | 2 982 582 337 $        | 21 542 742             |                        |                        |                        |
| Films spin-off                      |                        |                        |                        |                        |                        |                        |                        |                        |                        |
| Le Chat potté                       | 2011                   | 149 260 504 $          |                        | 405 726 973 $          | 554 987 477 $          | 3 794 833              | 130 millions $         | ,                      |                        |
| Le Chat potté 2 : La Dernière Quête | 2022                   | 186 090 535 $          |                        | 295 591 304 $          | 481 681 839 $          | 3 052 609              | 90 millions $          | ,                      |                        |

## Produits dérivés

### Attraction
Shrek 4-D est une attraction qui était présente dans plusieurs parcs Universal (Universal Studios Hollywood, Universal Studios Florida, Universal Studios Japan, Universal Studios Singapore) ainsi qu'à Movie Park Germany et Warner Bros. Movie World Australia.

### Comédie musicale
Une comédie musicale, Shrek the Musical, écrite par David Lindsay-Abaire, composée par Jeanine Tesori et mise en scène Jason Moore est jouée pour la première fois à Seattle en août 2008.

### Jeux vidéo
- Shrek (2001)
- Shrek: Game Land Activity Center (2001)
- Shrek: Fairy Tale Freakdown (2001)
- Shrek: Swamp Kart Speedway (2002)
- Shrek: Hassle at the Castle (2002)
- Shrek: Treasure Hunt (2002)
- Shrek: Super Party (2002)
- Shrek: Reekin' Havoc (2003)
- Shrek 2: Activity Center (2004)
- Shrek 2 : La Charge zéroïque (2004)
- Shrek 2: Team Action (2004)
- Shrek: Super Slam (2005)
- Shrek: Smash n' Crash Racing (2007)
- Shrek : Ogres et Dranons (2007)
- Shrek-N-Roll (2007)
- Shrek's Carnival Craze (2008)
- Shrek Pinball (2008)
- Shrek Party (2008)
- Shrek Kart (2009)
- Le Chat potté (2011)
- Fruit Ninja: Puss in Boots (2011)
- DreamWorks Super Star Kartz (2011)
- Shrek's Fairytale Kingdom (2012)

## Lienx externes
- Site officiel